# Kaffeesatz
Kaffeesatz ist der nach der Kaffeezubereitung im Filter oder in der Kaffeekanne zurückbleibende Rest der gemahlenen Kaffeebohnen. Vor der Erfindung der Filtertüte setzte sich das direkt in die Kanne gegebene Kaffeemehl am Kannenboden ab, der feinere Anteil des Kaffeemehls meist auch erst in der Tasse.

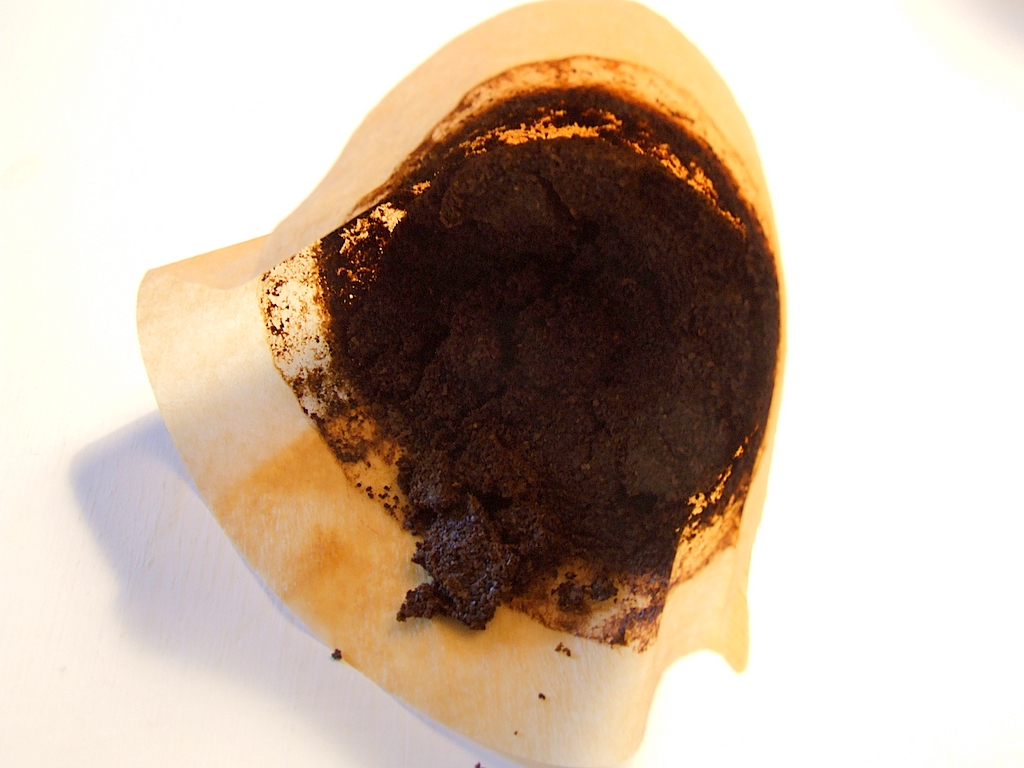
Kaffeesatz als Rückstand im Filter

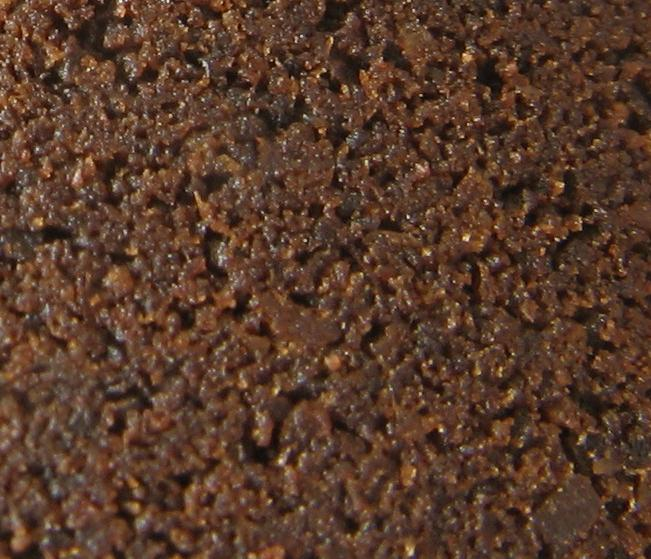
Kaffeesatz aus dem Siebträger einer Espressomaschine

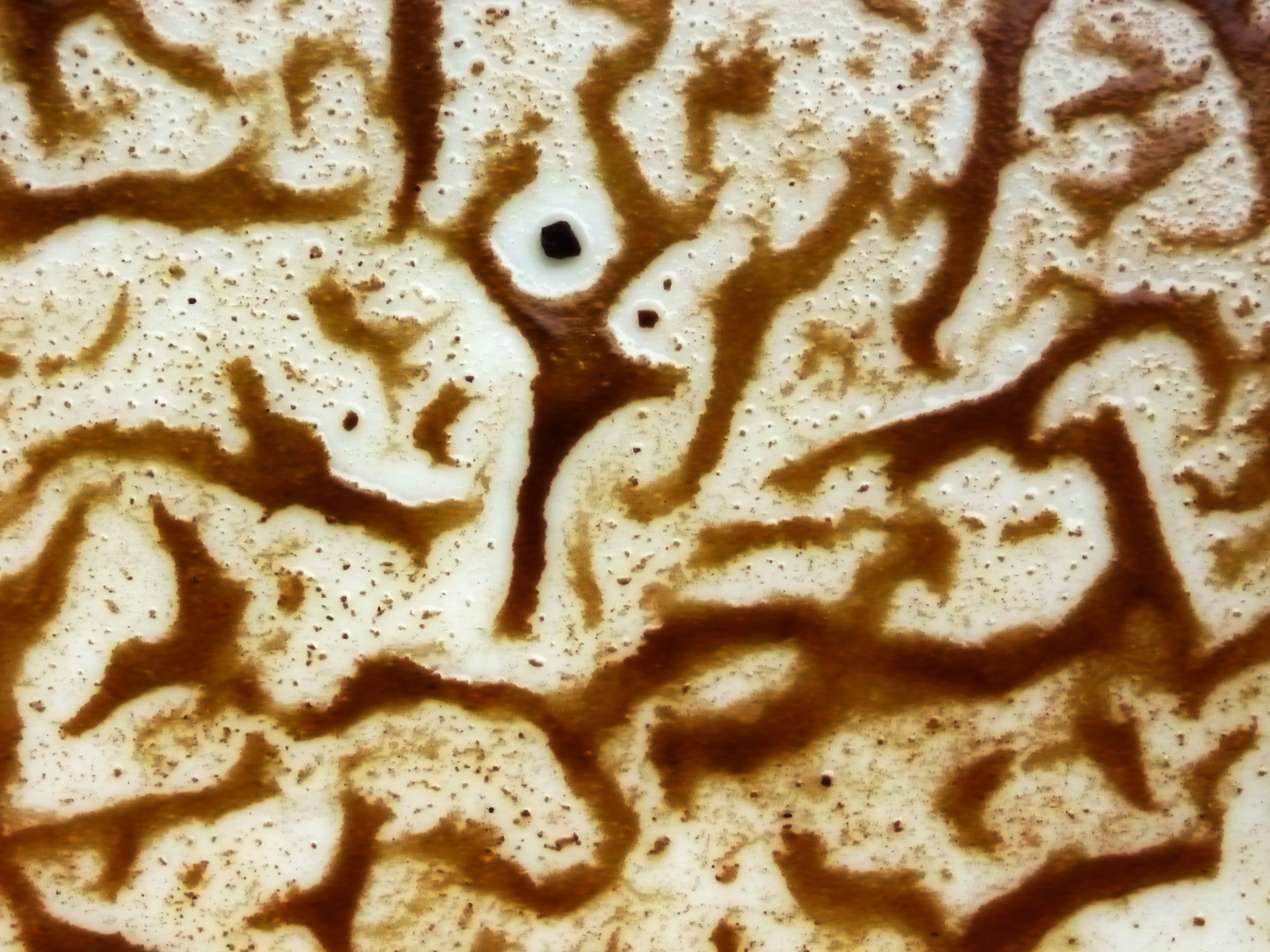
Kaffeesatz auf dem Boden einer weißen Porzellantasse

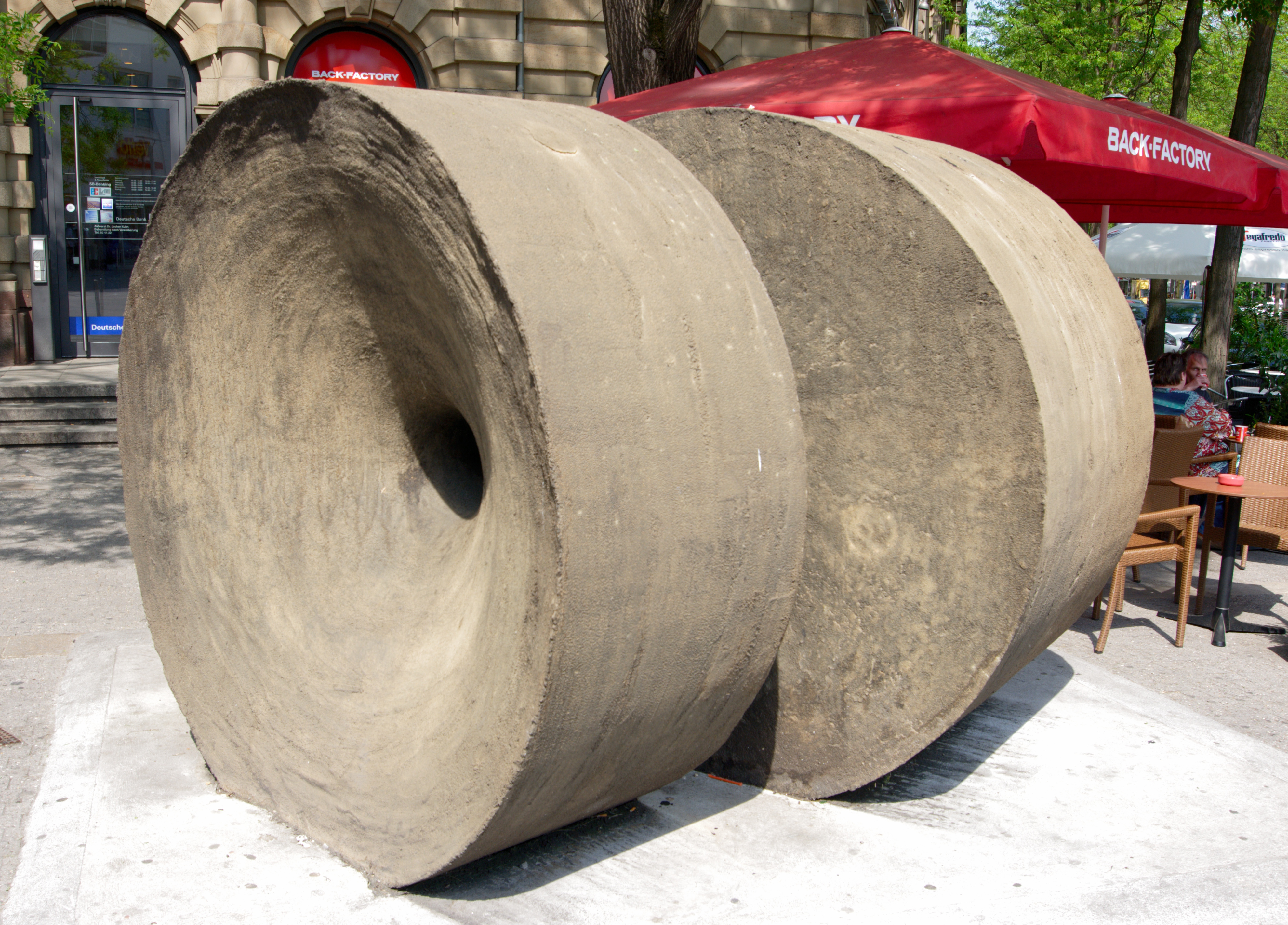
Skulptur aus Beton und Kaffeesatz in Ludwigsburg

## Verwertung
Anstatt den Kaffeesatz im Abfall zu entsorgen, lässt er sich für verschiedene Zwecke weiterverwerten.

### Haushalt
Der Kaffeesatz kann im Haushalt folgende Verwendungen finden:
- Kaffeeextrakt hat eine geruchsbindende Wirkung, die während der Trocknung besonders hoch sein könnte.[1] So lassen sich unangenehme Gerüche neutralisieren.
- Gemeinsam mit Seife als Handwaschpaste für stark verschmutzte Hände.
- In Japan wird Kaffeesatz als Peeling zur Gesichtspflege verwendet.
- Durch die starke Abfärbung kann Papier antikisiert werden.

### Pflanzenbau und Industrie
Als Kompostbeigabe soll Kaffeesatz Regenwürmer anziehen und damit mittelbar bodenauflockernd wirken.
In gefriergetrocknetem Zustand wird er als Sekundärbrennstoff verwendet. So betreibt z. B. die Firma Mondelēz International mehrere Biomassekraftwerke mit Kaffeegrund, der in großen Mengen bei der industriellen Herstellung von Instantkaffee anfällt.
Eingeschränkt eignet er sich wegen des Gehaltes an Stickstoff, Phosphor, Kalium und weiteren Mineralstoffen auch direkt als Dünger für Blumen und Kräuter. Allerdings führt dies zu einer leichten Absenkung des pH-Wertes im Boden. Kaffeesatz wirkt – etwa als Abdeckung auf einem Pflanzgefäß – gar nicht oder nur sehr verzögert. Organische Materialien müssen nämlich von Bodenlebewesen erst ab- und dann aufgebaut werden, damit die Nährstoffe den Pflanzen nützen. Man kann ihn im Garten auch direkt unter die Erde mischen. Er hilft dem Aufbau des Bodens, weil bei der Zersetzung humusbildende Stoffe entstehen. Um eine unerwünschte Schimmelbildung zu vermeiden, sollte möglichst mit trockenem und pulverisiertem Kaffeesatz gedüngt werden.
Im Rahmen der Schädlingsbekämpfung lässt sich Kaffeesatz als präventives Mittel gegen Trauermücken bei Topfpflanzen, zur Ameisenvernichtung und, in Wühllöcher eingestreut, als Repellent gegen Wühlmäuse nutzen.

## Lesen im Kaffeesatz
Das Lesen des insbesondere bei Mokkazubereitungen sich bildenden Kaffeesatzes dient im Volksspiritismus dem Wahrsagen der Zukunft und wird Kaffeedomantie genannt. Es existieren drei verschiedene Methoden: Bei der ersten Methode muss der noch nasse Kaffeesatz von der Person, deren Zukunft erforscht werden soll, mit dem Finger umgerührt werden, bevor er austrocknet. Anschließend werden aus den Mustern, die sich während des Trocknungsprozesses gebildet haben, Rückschlüsse auf die Zukunft gezogen. Bei der zweiten Methode nimmt man gewaschenen und getrockneten Kaffeesatz und legt die Körnchen auf einen flachen Teller. Nun bewegt man ihn mit einem Finger so lange, bis die gesamte weiße Fläche bedeckt ist. Die Figuren, die sich dabei gebildet haben, werden nun gedeutet. Bei der dritten Variante wird die Untertasse bzw. der Unterteller der Mokkatasse auf diese gelegt, dann dreht man die Tasse mit dem feuchten Kaffeesatz zusammen mit der Untertasse nach unten und stellt diese ab. Dann lässt man den Kaffeesatz trocknen. Nach der Trocknung werden die Muster gedeutet, die sich beim Herunterlaufen des Satzes im inneren Tassenrand gebildet haben; auch aus einer Kaffeepresse kann der Kaffeesatz gelesen werden. Ähnlich dem Bleigießen wird vor dem Beginn des Kaffeesatzlesens eine Frage zur Zukunft gestellt. Der Kaffeesatz dient dann dazu, diese zu beantworten.
In China wurde schon länger auf ähnliche Weise das Lesen aus Teeblättern zelebriert; auch Tasseografie genannt. Das Weissagen aus dem Kaffeesatz geht auf das Ende des 17. Jahrhunderts zurück; erstmals erwähnt wurde es von dem Florentiner Wahrsager Thomas Tamponelli. Die Wirksamkeit dieser Methode, die insbesondere bei Frauen in südeuropäischen und südosteuropäischen Kulturen ein beliebtes Freizeitvergnügen ist, wurde nie wissenschaftlich nachgewiesen. Insgesamt scheint jedoch der Glaube an die Ernsthaftigkeit der Vorhersagen nicht weit verbreitet zu sein und auch nur ein geringes wissenschaftliches Interesse zu bestehen, sich dieser Fragestellung zu nähern. Das Kaffeesatzlesen war beispielsweise eine Spezialität der schwedischen Wahrsagerin Ulrica Arfvidsson.
Umgangssprachlich steht der Begriff Kaffeesatzlesen auch dafür, aus einer unzureichenden Datenbasis spekulative oder auch nur geratene Prognosen abzuleiten.

## Regionale Ausdrücke
In Westfalen sowie Teilen des Rheinlandes, im Plattdeutschen des Oldenburger Münsterlandes und vor allem im Ruhrgebiet heißt der Kaffeesatz auch Prütt oder Prött und gilt dort als traditionelles Hausmittel für vielerlei Anwendungen. In Köln und dem Kölner Raum spricht man von Kaffeemutt, wobei -mutt für „Matsch, Dreck“ steht und auch in Muttengel für ein beim Spielen schmutzig gewordenes Kind vorkommt.
Im österreichischen Sprachraum ist häufig der Begriff Kaffeesud gebräuchlich. In Nordfriesland spricht man von Kaffeegrums.